# Oggi sono io
Oggi sono io è il singolo con cui Alex Britti ha partecipato al Festival di Sanremo 1999, vincendo nella sezione "Giovani". Il brano, pubblicato come singolo, è stato il primo numero uno del cantautore romano. È stato frequentemente trasmesso in radio, raggiungendo la posizione numero 1 dell'airplay.

## La versione originale

### Il CD singolo
Tracce:
1. Oggi sono io
2. Solo una volta (o tutta la vita) (remix by Don Carlos)

Il singolo ottiene un ottimo successo di vendite, e diviene in breve tempo uno dei brani più significativi della carriera di Britti. Il singolo, arrangiato dal maestro Federico Capranica,  è il brano sanremese ad ottenere maggior successo debuttando in classifica direttamente al secondo posto il 6 marzo 1999 ed arrivando alla vetta la settimana seguente.

### L'album
Il brano è stato inserito nella ristampa dell'album It.Pop.

### Video musicale
Il video musicale è stato diretto da Claudio Sinatti per la Area 51. Nella storia del video Britti si trova ad una festa in casa, seduto su un divano ed un po' in disparte rispetto agli altri che si divertono, mentre osserva "a distanza" una ragazza. Poi all'improvviso la scena si congela e tutti i partecipanti alla festa rimangono immobilizzati, compresa la ragazza, dando a Britti la possibilità di dichiararsi con tutta sincerità.

## Classifiche
| Classifica (1999) | Posizione massima |
| ----------------- | ----------------- |
| Italia            | 1                 |

### Classifiche di fine anno
| Classifica (1999) | Posizione |
| ----------------- | --------- |
| Italia            | 24        |

## Le cover

### Versione di Mina
Il brano è stato reinterpretato nel 2001 da Mina, inserito nella raccolta del 2006 Platinum Collection 2 oltre che pubblicato come singolo.
Il brano viene proposto per la prima volta al pubblico il 31 marzo nel corso del documentario di 62 minuti Mina in studio trasmesso dal portale inwind.it.
La versione del video di Mina si svolge in tempo reale durante la registrazione in sala di incisione del brano stesso.
Paolo Limiti, nello speciale di RAI 2 Minissima 2010, ha sostenuto che quella registrata fosse la prima e unica prova fatta dalla cantante. La conferma è arrivata poi dalla cantante stessa che, rispondendo alla lettera di un lettore su Vanity Fair, ha dichiarato: «Avevo sentito a Sanremo il pezzo e lo trovavo fortissimo. Decido di farlo e in un attimo Massimiliano chiama Alex Britti, la Catherine tira giù le parole e io prendo la tonalità con i ragazzi che tirano giù la musica. Buona la prima».

### Valeria Vaglio
Nel 2008 è stata reinterpretata da Valeria Vaglio e inserito nell'album Stato innaturale.

### LDA
Nel 2023 è stata reinterpretata durante la serata delle cover del Festival di Sanremo da LDA insieme allo stesso Britti e poi inserita nell'album Quello che fa bene.

### Marco Mengoni
Nel 2025 è stata reinterpretata da Marco Mengoni insieme allo stesso Britti ed è uscita come singolo il 18 aprile.